# Abans de desembre
Abans de desembre (Antes de diciembre) és el primer llibre d'una saga romàntica juvenil, que compta amb 4 llibres en físic publicats per l'editorial Montena i en digital a Wattpad, i un que fins al moment només trobem en digital, a Wattpad. Els títols de la saga son:
- Abans de desembre (2018)
- Després de desembre (2019)
- Tres mesos (2020)
- Llums de febrer (2022)

Els dos primer llibres expliquen la història d'amor entre Jack Ross i Jennifer Brown, des del punt de vista d'ella. En canvi el tercer explica tots els successos dels dos llibres anteriors però des del punt de vista d'ell, afegint'hi aspectes de caràcter familiar i personal que omplen els buits que deixen els dos llibres anteriors. La protagonista és la Jennifer Brown. Tot i que els llibres tenen dos personatges principals, el Jack Ross, al que tothom anomena, Ross, i Jennifer, a qui tothom s'hi refereix com a Jenna.
L'autora de la saga es Joana Marcús, autora mallorquina de 23 anys (2023), qui es va iniciar en el món de l'escriptura amb 13 anys a la web; Wattpad.

## Argument
La Jenna comença la universitat lluny de la seva família i de la seva parella, amb qui accedeix a mantenir una relació a distància i oberta.
Un cop a la residència, la Jenna coneix a la Naya, la seva companya d'habitació i qui més tard es convertirà en la seva millor amiga, i al Ross, que fins al moment és només el millor amic de la parella de la Naya.
En Ross, resulta ser un noi divertit, sociable, amable, intel·ligent, i fan del cinema.
La Jenna s'incorpora en el grup de la Naya, on a més també s'hi troba el Will (millor amic i company de pis del Ross, i parella de la Naya), la Sue (companya de pis del Ross), i en Mike (germà de Ross), un personatge al que segons l'autora, o se l'estima o se l'odia, que no hi ha punt intermedi.
A mesura que avança el llibre es veu com va evolucionant la relació. En Ross estudia cinema i es vol especialitzar en curtmetratges, i aquest és un punt de connexió i motiu de quedada amb la Jenna, qui tot i no tenir ni idea de cinema accepta integrar-se en aquest món amb el Ross.
En la relació de dos joves amb química que comparteixen gran part del seu dia junts, Ross i Jenna s'acaben enamorant. Però, paral·lelament de l'evolució d'aquesta relació, el llibre dona a conèixer la complexa relació toxica que té lloc entre en Monty, parella oberta de la Jenna, i ella.
La relació entre ells dos cada cop es torna més tòxica, en Monty és molt manipulador i te actituds que per a qualsevol serien intolerables però que, la Jenna deixa passar degut al seu caràcter passiu i insegur
Passats uns mesos els problemes econòmics de la família de la Jenna es fan presents, i els seus pares li diuen que no li poden seguir pagant la residència, al dir-ho al Jack, ell no dubta d'acollir-la a casa. Aquest pas resulta importantíssim en quant a avenços en la relació entre els dos.
Finalment la Jenna es decideix per acabar amb la seva relació amb en Monty i amb això engrescar-se completament amb la seva relació amb el Ross. Però quan tot sembla anar bé, al Ross se li planteja l'opció d'anar a estudiar a una prestigiosa escola de cinema a frança amb una beca. Ell es decideix per ignorar la beca degut a que ha refet tota la seva vida, en aquell pis i en aquell entorn, amb els seus amics, família i parella.
Quan la Jenna descobreix aquesta situació, ella decideix deixar a en Ross perquè pugui seguir els seus objectius i perquè no es perdi la oportunitat de complir amb els seus somnis, però ho fa de manera brusca, i fent una falsa confessió de que ha tornat amb la ex-parella, qui anteriorment l'havia maltractat, dient que tot i els danys que li havia causat encara l'estimava.
El llibre deixa un final obert, i és que tot i confirmar la ruptura, hi ha molts altres aspectes de caràcter personal que deixa oberts i que per tan n'asseguren la segona part.

## Personatges
Principals
- Jack Ross:[6] Jove amb gràcia i fan del cinema, coneix a la Jenna a través de la Naya i s'enamora.[3]
- Jennifer Brown:[6] Es la protagonista de la història, una noia educada, qui no té molt clares les seves aficions, amb un caràcter passiu, i bastant innocent[3]

Secundaris
- Naya : Es la companya d'habitació de la Jenna quan resideix a la residència i parella del Will.[3]
- Will: Es el company de pis del Ross i el seu millor amic.[3]
- Sue: És una de les companyes de pis del Ross i amiga de la Jenna i de la resta. Consta amb una personalitat peculiar que de primeres sembla maleducada i freda.[3]
- Monty : Montgomery es la parella de la Jenna la major part de la novel·la. Es caracteritza per ser una parella tòxica, manipuladora i possessiva.[3]

## Temes que aborda el llibre
El llibre aborda temes com les relacions de parelles joves i la seva complexitat, la importància de l'amistat en la etapa de la joventut, les renúncies per amor, les ganes de formar part d'un grup, i les carències d'amor propi.